# La Litera
La Litera (arag. A Litera, kat. La Llitera) – comarca w Hiszpanii, w Aragonii, w prowincji Huesca. Stolicą administracyjną comarki jest Binefar, a stolicą kulturową – Tamarite de Litera. Comarca ma powierzchnię 733,9 km². Mieszka w niej 19 135 obywateli.

## Gminy
- Albelda
- Alcampell
- Altorricón
- Azanuy-Alins
- Baélls
- Baldellou
- Binéfar
- Camporrélls
- Castillonroy
- Esplús
- Peralta de Calasanz
- San Esteban de Litera
- Tamarite de Litera
- Vencillón